# Alberto Alves
Alberto Alves (Orlândia, 25 de agosto de 1939) es un economista y político brasileño. Fue ministro interino de Turismo en 2016, tras la exoneración del exministro Henrique Eduardo Alves.

## Biografía
Es graduado en economía por la Universidad de São Paulo y posee estudios en la American University, de Washington. Acumula más de cuatro décadas de experiencia como gestor en diversas áreas de los sectores público y privado. 
En el sector público, ocupó los cargos de secretario adjunto de la Secretaría de Planificación de la Presidencia de la República y de asesor económico del ministro de Agricultura. Durante diez años fue también superintendente del área de Desarrollo de la compañía estatal Vale S.A.
De 2002 a 2013, actuó como director adjunto de la Asociación Nacional de los Fabricantes de Vehículos Automotores (Anfavea). Antes, durante la década de 1990, fue director adjunto de Mercedes Benz de Brasil. La trayectoria en el sector privado incluye el cargo de director de relaciones institucionales de British Petroleum, entre otras empresas.

## Ministerio de Turismo
Fue nombrado secretario ejecutivo del Ministerio de Turismo por la presidenta Dilma Rousseff el 5 de mayo de 2014, tomando posesión de su cargo el 14 de mayo de 2014. Su nombramiento fue bancada por el líder del PMDB en Senado Federal, Eunício Oliveira (CE), y fue destravada por el entonces vicepresidente Michel Temer. Durante el Gobierno de Dilma Rousseff, con la decisión de Henrique Eduardo Alves de renunciar al cargo de ministro de Turismo a causa de la ruptura del Partido del Movimiento Democrático Brasileño (PMDB) con el gobierno. De esta manera, asumió interinamente el puesto de ministro el 29 de marzo de 2016, permaneciendo hasta 21 de abril de 2016. El 17 de junio de 2016, asumió nuevamente la interinidad del cargo de ministro de Turismo, esta vez en el Gobierno Michel Temer, una vez que Henrique Eduardo Alves decide dejar el cargo.

## Operación Zelotes
Alberto Alves fue citado en la operación Zelotes. La investigación abierta demostró que, en diciembre de 2009, Alves envió correos comprometedores al cabildero Alexandre Paes Santos, implicado en la operación. En la defensa, Alberto Alves dijo que había dejado la presidencia de Anfavea hacía más de tres años y que, mientras ocupaba la gerencia de Relaciones Institucionales, acompañaba el debate de materias de interés del sector automovilístico en el Congreso Nacional por obligación profesional. El Ministerio Público Federal no encontró elementos contra Alberto Alves y no dio lugar a su imputación. Quedó de fuera de la lista de los 16 denunciados por el Ministerio Público.